# Okrugli Vrh
Okrugli Vrh (mađarski Kerekhegy) naselje u općini Sveti Juraj na Bregu, Međimurska županija. Smješten u mikroregiji Gornje Međimurje. Površina Okruglog Vrha je 3,28 km2. Graniči s općinama Nedelišće i Gornji Mihaljevec.
Prema popisu stanovništva iz 2001. godine, naselje ima 396 stanovnika (oko 140 domaćinstva).

## Stanovništvo
| broj stanovnika | 212   | 261   |       |       | 303   | 296   | 241   | 355   | 457   | 469   | 501   | 456   | 424   | 402   | 396   | 374   | 358   |
|                 | 1857. | 1869. | 1880. | 1890. | 1900. | 1910. | 1921. | 1931. | 1948. | 1953. | 1961. | 1971. | 1981. | 1991. | 2001. | 2011. | 2021. |

## Kultura
U Okruglom Vrhu ima puno specifičnosti. Dugo se održala kultura specifična za ovaj kraj. U Okrugli Vrh su doseljavali ljudi iz Donjeg i Gornjeg Međimurja, to je ovom malom selu dalo poseban status. Došlo je do razmjene odjevnih predmeta, narodnih običaja, pjesme, kombinirianja plesova, ali i izmišljanja svojih vlastitih plesova i dijelova odjevnih predmeta.
Tako se kombinirala blagdanska nošnja Okruglog Vrha koja nalikuje na nošnju Donjeg Međimurja i Gornjeg Međimurja, ali ima i svoje vlastite karakteristike.

### Narodna nošnja
Nošnja se sastoji od : 
- 1.Poceljice (koja se nalazi na glavi) s maramom ili bez marame (robec prlevanec)
- 2.Košulja (na rukavima ima izvezene sitne ružice od svilenog konca) i prsluk (prujslek)
- 3.Tibet (marama od dilenskog platna )
- 4.Kaputić (bajka) od baršuna ili svile.
- 5.Do sedam potsuknji (cpodnjice)
- 6.Glavna suknja (foldanjka, svilna kilka, guzanica, tibetnica ili lenova nabrana)
- 7.Pregača (fortuf) karakteristična po redu izvezenih svilenih ružica na donjem rubu. Izrađen od svile ili glota
- 8. Bijele čarape (štomfe)
- 9. Na nogama smeđe ili crne čizme (šolci, čižme ili cipeli).
- 10.Pojas (pinta ili bešva) ukrašen svilenim koncem